# Xenylla murphyi
Xenylla murphyi är en urinsektsart som beskrevs av da Gama 1969. Xenylla murphyi ingår i släktet Xenylla och familjen Hypogastruridae. Inga underarter finns listade i Catalogue of Life.